# Viva la Havana!
Viva la Havana! je drugi album sastava Cubismo. Snimljen je uživo u Gavelli 31. svibnja 1998. godine. Miksan i produciran u New Yorku lipnja i srpnja 1998. U Hrvatskoj ga je izdao Aquarius Records 1998. godine, a u 1999. Italiji Irma Records pod licencijom Aquarius Recordsa. Izdan je na audio-kaseti i CD-u. 

## Popis pjesama
| Br. | Skladba           | Trajanje |
| --- | ----------------- | -------- |
| 1.  | »Yumbambe«        | 4:49     |
| 2.  | »Sueños«          | 5:12     |
| 3.  | »Na na na na«     | 5:00     |
| 4.  | »Tu mi delirio«   | 4:37     |
| 5.  | »Groovin' High«   | 5:10     |
| 6.  | »Oriente«         | 7:39     |
| 7.  | »Definitivamente« | 5:15     |
| 8.  | »St'Thomas«       | 10:02    |
| 9.  | »Summertime«      | 6:48     |
| 10. | »Samba Para Tres« | 9:02     |

## Izvođači
Za Cubismo su svirali:
- Hrvoje Rupčić - konge
- Ricardo Luque - vokal
- Mario Igrec - gitara, električna gitara
- Josip Grah - truba, krilnica
- Nenad Grahovac - trombon
- Zlatan Došlić - klavir
- Krešimir Tomec - bas-gitara
- Jurica Ugrinović - bubanj, timbalesi
- Mladen Hrvoje Ilić - bongosi, udaraljke
- Vedran Sadić - trombon
- Zlatko Strčić - trombon
- Ante Dropulić - trompeta

## Nagrade
Album je dobio četiri Porina 1999. godine: 
- Najbolja izvedba sastava s vokalom - "Sueños"
- Najbolja vokalna suradnja - "Na, na, na" - Josipa Lisac i Cubismo
- Najbolja jazz izvedba - "St' Thomas" - Cubismo i George Makinto
- Najbolji aranžman - "Na, na, na" - Mario Igrec, Josipa Lisac i Cubismo